# Fritz Höger

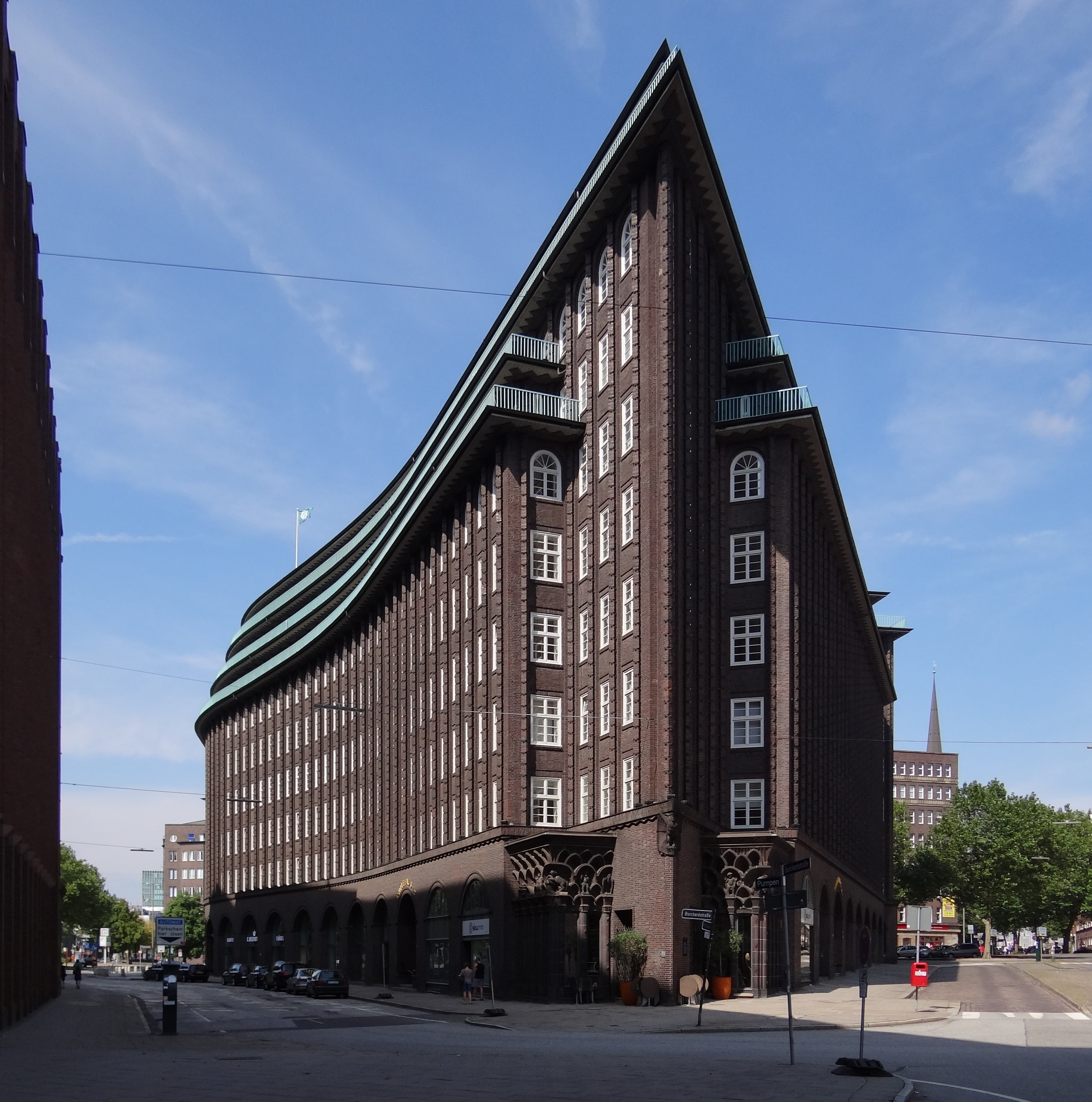
Chilehaus (1922-1924), Hamburgo.

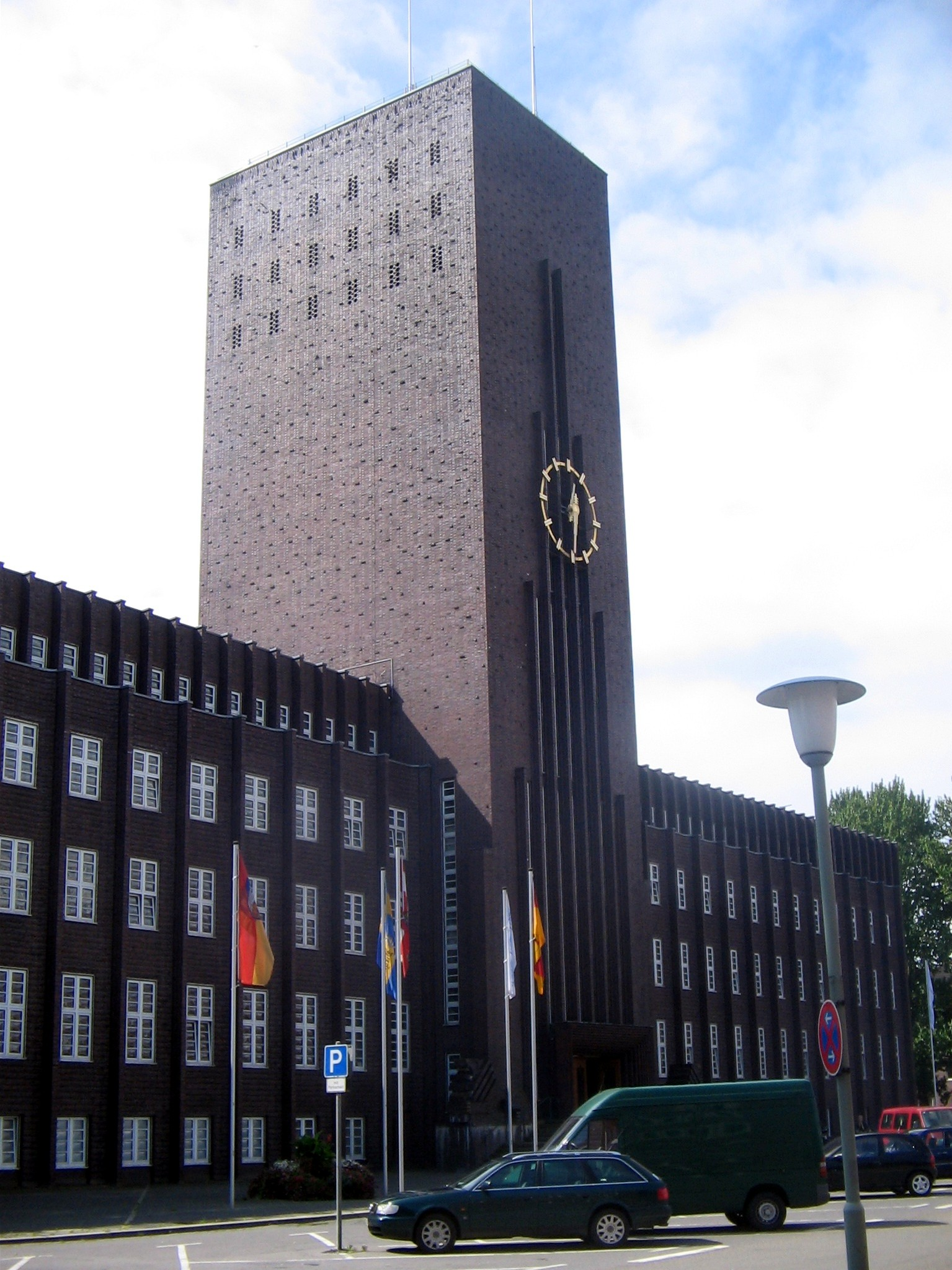
Municipio de Wilhelmshaven.

Johann Friedrich Höger, más conocido como Fritz Höger (Bekenreihe, 12 de junio de 1877 - Bad Segeberg, 21 de junio de 1949) fue un arquitecto alemán, adscrito al expresionismo. Su obra más conocida e importante es el Chilehaus, construido entre 1922 y 1924 en Hamburgo para el importador de salitre Henry Sloman. Otras construcciones suyas son una escuela con planetario; la Kirche am Hohenzollernplatz, una iglesia en el distrito de Wilmersdorf en Berlín; la torre de la Hannoverscher; y el Municipio de Wilhelmshaven. 